# Ящерино
Яще́рино (чув. Пĕчченхыр) — деревня в Мариинско-Посадском муниципальном округе Чувашской Республики России. В 2004—2022 годах, до преобразования Мариинско-Посадского муниципального района в муниципальный округ, входила в состав Сутчевского сельского поселения.

## География
Деревня находится в северо-восточной части Чувашии, в пределах Чувашского плато, в зоне хвойно-широколиственных лесов, к востоку от автодороги 97Н-027, на расстоянии примерно 3 километров (по прямой) к югу от города Мариинский Посад, административного центра района. Абсолютная высота — 152 метра над уровнем моря. Расстояние до Чебоксар — 49 км, до районного центра — 7 км, до железнодорожной станции — 49 км. 
Часовой пояс
Деревня Ящерино, как и вся Чувашия, находится в часовой зоне МСК (московское время). Смещение применяемого времени относительно UTC составляет +3:00.

## История
Деревня известна с XVII века. Жители — до 1724 года ясачные, до 1866 года — государственные крестьяне; занимались земледелием, животноводством, санно-тележным, портняжным, кузнечным, корзинным, колёсным промыслами. Во 2-й половине XIX века функционировала водяная мельница, имелось питейное заведение. В 1930 году образован колхоз «Аслуй». 
Исторические названия
Теньгесева, Тинбесева, Тенгаева, Теньгесева-Ящерина (1904). 
Религия
По состоянию на конец XIX — начало XX века жители деревни Ящерино (Теньгесево-Ящерина) были прихожанами Введенской церкви села Сотниково (Введенское) (построена не позднее 1795 года; вновь перестроена в 1876—1877 годах на средства прихожан; деревянная однопрестольная, в честь Введения во храм Пресвятой Богородицы; закрыта в 1935 году, не сохранилась).

## Топонимика
Рус. название, вероятно, произошло от слова «ящерица». Ящерицы часто встречаются в этих местах. Чув. название произошло от чув. пёччен «один; одинокий»; хыр «сосна».— Географические названия Чувашской Республики

## Население
| 2010 | 2012 |
| ---- | ---- |
| 321  | ↗369 |

Гендерный состав
По данным Всероссийской переписи населения 2010 года в гендерной структуре населения мужчины составляли 51,1 %, женщины — соответственно 48,9 %.
Национальный состав
Согласно результатам переписи 2002 года, в национальной структуре населения чуваши составляли 97 % из 325 чел.